# 头状昆明冬青
头状昆明冬青（学名：Ilex kunmingensis var. capitata）为冬青科冬青属下的一个变种。

## 扩展阅读
- 維基物種上的相關：头状昆明冬青